# ドミニク・ハシェック
ドミニク・ハシェック（Dominik Hašek, 1965年1月29日 - ）は、旧チェコスロバキアのボヘミア・パルドゥビツェ生まれのチェコの元プロアイスホッケー選手。ポジションはゴーリーである。愛称は"ザ・ドミネーター"("The Dominator") （「支配者」の意）。
ヨーロッパ生まれのゴーリーとしてはNHL史上最も成功した選手といえるトップアスリートである。 実弟のマルティン・ハシェックはスパルタ・プラハなどでプレーした元サッカー選手、従兄弟に元サッカーチェコ代表のイワン・ハシェックがいる。

## 経歴
1983年のNHLドラフト199位でシカゴ・ブラックホークスから指名されるが、 NHLへのデビューは遅く、1990-1991シーズンからとなった。ブラックホークスでは、エド・ベルフォア (Ed Belfour) の控えに甘んじ、2シーズンでわずか25試合の出場に止まった。
1993年の夏には、バッファロー・セイバーズにトレードされたが、これを契機に NHL のトップゴーリーとして花開いた。
最優秀ゴーリーに与えられるヴェジーナ賞を6度、ハート記念賞、レスター・B・ピアソン賞を各2度獲得している。また、セーブ率首位を6度、オールスター戦の第1チーム出場を5度果している。
1998年冬季長野オリンピックでは、チェコ代表を率いて決勝戦ではロシアを完封し同国に史上初の金メダルをもたらした。シード6カ国の中では弱小と思われたチェコだったがヤロミール・ヤーガーが挙げる数少ない得点をハシェックが神がかりなセーブで守り抜くという同国が誇る2枚看板中心の戦術で臨んだ。これがトーナメントの短期決戦にはピタリとはまり、スロバキアの分離独立後に発足した共和国史上初の金メダルに貢献した。プラハでの祝勝会は数十万人の観衆で溢れたという。また、この勝利を題材にしたオペラ「ナガノ」が作られた。
2001年、スタンレー・カップ以外のものはほとんど獲得し、当時下馬評が高かったデトロイト・レッドウィングスに移籍する。そして、2001-2002シーズン、念願叶って、チームは会長賞とともにスタンレー・カップを獲得する。
2001-2002のシーズンオフに引退をするのだが、その1年後再びレッドウィングスで現役復帰を果す。当時、デトロイトのゴーリーにはカーティス・ジョセフがおり、ハシェックとともに高額の年俸を要した。他チームもカーティス・ジョセフの高額年俸には難色を示し受入れを拒んだため、レッドウィングスのチーム内に緊張をもたらした。
2003-2004シーズンは、ハシェックにとっては鬼門の年で、股関節を故障した。2004年1月9日、彼は怪我の治療のため2-4週間の休養をとることでチームと合意した。当時、ハシェックはマネージャーのケン・ホランドに欠場期間の報酬返上を願い出たとされるが、このときにはその事実は公表されなかった。2月10日になると、そのシーズンの出場を見合わせる旨を発表し、レッドウィングス首脳部を困惑させた。3月12日にホランドとハシェックの会談が持たれ、報酬返上の事実を報道陣に伝えた。このときの返上額は、年俸6百万ドルのうちの半分、3百万ドルであったとされる。
ハシェックは同時代を代表するゴーリーでありながら、またトラブルメーカーとしても知られている。1996年のプレイオフ時には、当時コーチの Ted Nolan を解雇させなければ、今後バッファロー・セイバーズではプレイしないと発言した。ハシェックはこの言葉を実行し、次のラウンドではセイバーズが敗れるのをスタンドで観戦したこともあった。翌シーズン Nolan はチームを去るが、彼を慕うセイバーズの選手達は一様に憤慨したと言われている。
また、2001年のプレイオフでは、トレードかさもなければ引退かを要求した。この要求も通って、ハシェックはレッドウィングスへ移籍した。
2004年4月、プラハで股関節の手術を行い、故郷 Pardubice で体力を回復した。6月17日、チェコのメディアに対し、2004-2005シーズンはレッドウィングスでプレーしない旨を発表した（結局このシーズンは、ストライキのためシーズン自体が中止となる）。このインタビューでは、スタンレー・カップを争えるようなチームでプレイしたいとし、特にオタワ・セネターズの名前を移籍候補としてあげた。その後、セネターズと複数年契約を結んだ。
2005-2006シーズンは順調な滑り出しを見せ、リーグトップクラスの成績を挙げていた。
しかし、2006年トリノオリンピックチェコ代表として出場し、その1試合目の途中に足を故障している。
その故障によってオリンピックの残り試合及びNHLのシーズンを棒に振ることになる。
チームはプレイオフに進出し、ハシェックが復帰するのではないかという憶測が流れたが、結局復帰することは無くシーズンを終了した。
2006シーズン終了後のオフにデトロイト・レッドウイングスと契約し、古巣に復帰する事となった。
2007年には守護神として活躍したものの、2008年にはクリス・オスグッドの復活もあり、控え的な立場になったこと、チームが6年ぶりにスタンリーカップを獲得したことなどもあり、3度目の引退を宣言した。

## 家族
娘は歌手のドミニカ・ハシュコヴァー。